# Ulrich Prüfke

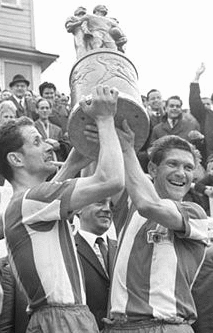
Prüfke (l.) mit Ralph Quest nach dem Pokalgewinn 1968

Ulrich Prüfke (* 2. Oktober 1940 in Berlin) war ab 1954 Fußballspieler in Ost-Berlin. Er spielte für den ASK Vorwärts Berlin und den 1. FC Union Berlin in der höchsten DDR-Fußballklasse Oberliga. Mit dem 1. FC Union wurde er 1968 DDR-Pokalsieger.

## Sportliche Laufbahn
Prüfke begann 1950 beim West-Berliner Klub Alemannia 90 mit dem Vereinsfußball. Über die Ost-Berliner Kinder- und Jugendsportschule kam er 1954 zur Schülermannschaft des Schwerpunktklubs der DDR-Streitkräfte, dem ASK Vorwärts Berlin. Dort gewann er 1957 den DDR-Jugendpokal und wurde 1959 auch mit den Junioren DDR-Pokalsieger. Im Juni des gleichen Jahres bestritt er ein Spiel mit der DDR-Junioren-Nationalmannschaft. Erst mit 21 Jahren kam Prüfke, 1,71 m groß und Mittelfeldspieler, in der Saison 1961/62 in der Oberligamannschaft des ASK zum Einsatz. In dieser Saison, die wegen des Übergangs vom Kalenderjahr- auf den Herbst-Sommer-Rhythmus über 39 Spiele lief, holte sich der ASK seine dritte Meisterschaft. Prüfke kam allerdings von März bis November 1961 nur auf sechs Einsätze. Auch in den drei Europapokalspielen 1961 absolvierte Prüfke nur eine Begegnung. Aufgrund dieser unbefriedigenden Entwicklung wurde er Ende November 1961 „ausdelegiert“.
Prüfke schloss sich daraufhin dem Nachbarklub TSC Oberschöneweide an, wo er den Rest der Saison in der 2. Mannschaft eingesetzt wurde. Mit Beginn der Spielzeit 1962/63 gehörte er zum Kader der 1. Mannschaft, die gerade in die zweitklassige DDR-Liga aufgestiegen war. Noch während der Saison, im Februar 1963 wurde der Klub in den TSC Berlin umgewandelt. Eine weitere Umstrukturierung erlebte Prüfke, als die Fußballsektion im Januar 1966 aus dem TSC ausgegliedert und als 1. FC Union Berlin neu gegründet wurde. Als Fußballklub gelang den Berlinern im Sommer 1966 der Aufstieg in die Oberliga. An diesem Erfolg hatte Prüfke maßgeblichen Anteil, denn er bestritt fast alle Punktspiele der Saison. Den weit größeren Erfolg konnte er 1968 feiern, als der 1. FC Union überraschend nach einem 2:1-Sieg über den FC Carl Zeiss Jena den DDR-Fußballpokal gewann. Die folgende Spielzeit 1968/69 war Prüfkes letzte Oberligasaison, denn Union stieg in die DDR-Liga ab. Dort spielte Prüfke noch ein Jahr lang, bestritt 29 der 30 Punktspiele und beendete am 31. Mai 1970 beim letzten Saisonspiel, mit dem seine Mannschaft durch einen 3:0-Sieg bei Lok Stendal den Wiederaufstieg perfekt machte, seine aktive Laufbahn beim 1. FC Union. Dort hatte er 76 Oberligaspiele absolviert und kam mit den sechs Einsätzen beim ASK auf insgesamt 82 Erstligaeinsätze. Über mehrere Jahre war Prüfke Mannschaftskapitän der Unioner.
Prüfke blieb auch nach seiner aktiven Zeit Mitglied beim 1. FC Union, übernahm als diplomierter Sportlehrer zwischen 1972 und 1974 das Amt des Cheftrainers. Anschließend arbeitete er als wissenschaftlicher Mitarbeiter beim DDR-Sportbund DTSB und spielte nebenbei bei der Brandenburger SG Schulzendorf. In späteren Jahren trainierte Prüfke noch die Fußballmannschaften von Eintracht Südring, FSV Eintracht Königs Wusterhausen, SG Schulzendorf, Eintracht Miersdorf/Zeuthen, Berolina Stralau sowie Phönix Wildau.